# Tubarão-víbora
O tubarão-víbora (Trigonognathus kabeyai) é uma espécie rara de tubarão da ordem Squaliformes e da família Etmopteridae, sendo o único membro existente de seu gênero. Foi encontrado no Oceano Pacífico ao largo do sul do Japão, nas Ilhas Ogasawara, ao norte do Condado de Taitung e nas Ilhas de Sotavento. Habita plataformas continentais superiores e montes submarinos. Pode realizar migração vertical diurna, movendo-se entre águas profundas a 270–360 metros de profundidade durante o dia e águas superiores a menos de 150 metros à noite. Um tubarão preto e esguio, atingindo 54 cm de comprimento, o tubarão-víbora é reconhecido por suas mandíbulas estreitas e triangulares, dentes semelhantes a presas bem espaçados, duas barbatanas dorsais com espinhos, dentículos dérmicos com coroas facetadas e numerosos fotóforos emissores de luz concentrados na superfície ventral.
Alimentando-se principalmente de peixes ósseos, o tubarão-víbora captura presas projetando suas mandíbulas e perfurando-as com seus dentes. Sua ampla abertura bucal permite engolir peixes relativamente grandes inteiros. A estrutura esquelética e muscular de sua cabeça apresenta características únicas que sustentam esse mecanismo de alimentação, diferente de outros tubarões da ordem Squaliformes. Este tubarão é vivíparo, dando à luz filhotes vivos, nutridos por vitelo durante a gestação; o tamanho da ninhada é provavelmente inferior a 26 filhotes. Pequenos números de tubarões-víbora são capturados como fauna acompanhante em rede de cerco e arrastão de fundo.

## Taxonomia
Os primeiros espécimes do tubarão-víbora foram dois machos imaturos capturados no sul do Japão pelo arrastão Seiryo-Maru em 1986. O primeiro, designado como holótipo, media 22 cm e foi coletado ao largo do Cabo Shiono a 330 metros de profundidade. O segundo, com 37 cm, foi coletado ao largo de Hiwasa [en], Tokushima, a 360 metros. A espécie e o gênero foram descritos como novos por pesquisadores da Universidade de Tóquio, Kenji Mochizuki [en] e Fumio Ohe [en], em um artigo de 1990 no Japanese Journal of Ichthyology. Deram-lhe o nome Trigonognathus kabeyai; o nome genérico vem do grego antigo trigonon ("triângulo") e gnathus ("mandíbula"), enquanto o epíteto específico homenageia Hiromichi Kabeya, capitão do Seiryo-Maru.
Mochizuki e Ohe originalmente classificaram o tubarão-víbora na família Squalidae, que na época abrangia todos os membros da ordem Squaliformes, exceto os tubarõesdos gêneros Echinorhinus [en] e Oxynotus [en]. Em um estudo morfológico de 1992, Shigeru Shirai e Osamu Okamura colocaram esta espécie na subfamília Etmopterinae da família Squalidae, agora reconhecida como a família separada Etmopteridae pela maioria dos taxonomistas.

## Filogenia e evolução
A posição de Trigonognathus dentro da família Etmopteridae é incerta. Dados morfológicos e filogenética molecular geralmente apoiam a divisão de Etmopteridae em dois clados, um com Etmopterus [en] e Miroscyllium e outro com Centroscyllium [en] e Aculeola. Análises filogenéticas posicionaram Trigonognathus como mais próximo de um clado ou outro, ou como basal a ambos, dependendo dos caracteres morfológicos, marcadores de DNA nuclear e/ou marcadores de DNA mitocondrial utilizados.
Com base em estimativas de relógio molecular, acredita-se que Trigonognathus tenha surgido há cerca de 41 milhões de anos, durante o Eoceno Médio, como parte de uma maior radiação evolutiva de gêneros da família Etmopteridae. O gênero é representado nesse período pela espécie extinta Trigonognathus virginiae, cujos dentes fossilizados foram recuperados de estratos geológicos do Luteciano (47,8–41,3 milhões de anos) em Landes, sudoeste da França. Dentes fósseis praticamente idênticos aos do tubarão-víbora moderno são conhecidos da Formação Cubagua, no nordeste da Venezuela, datada do Mioceno Superior e Zancliano (11,6–3,6 milhões de anos).

## Descrição

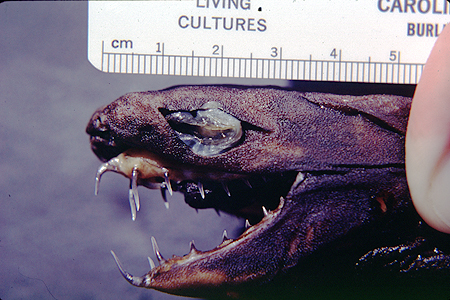
As mandíbulas estreitas e dentes afilados do tubarão-víbora são distintivos.

O tubarão-víbora possui um corpo cilíndrico esguio e uma cabeça moderadamente achatada com um focinho muito curto e arredondado. Atrás dos grandes olhos ovais estão espiráculos estreitos e elípticos. As narinas são fendas quase verticais. As mandíbulas são longas e estreitamente triangulares, podendo ser projetadas para fora da cabeça. Os dentes, semelhantes a presas e amplamente espaçados, são distintivos; os dentes anteriores apresentam sulcos longitudinais. Há 6 a 10 fileiras de dentes superiores e 7 a 10 inferiores de cada lado, além de uma fileira única nas sínfises superior e inferior (pontos médios da mandíbula). Os dentes são maiores na sínfise e diminuem em direção aos cantos da boca. Quando a boca está fechada, o dente sinfisiano superior sobrepõe o inferior, enquanto os dentes laterais se entrelaçam. São visíveis cinco fendas branquiais, sendo o quinto par mais longo que os outros.
As barbatanas são pequenas e muito finas. As barbatanas peitorais são arredondadas e lobadas. As duas barbatanas dorsais estão posicionadas aproximadamente entre as barbatanas peitorais e pélvicas. Cada barbatana dorsal possui um espinho levemente sulcado à frente; o segundo espinho dorsal é mais longo que o primeiro. A barbatana anal está ausente, e o pedúnculo caudal não apresenta quilhas ou entalhes. O lobo superior da barbatana caudal é maior que o inferior e tem um entalhe na margem posterior. A pele, exceto nas barbatanas, é densamente coberta por dentículos dérmicos não sobrepostos e dispostos irregularmente. Cada dentículo tem uma forma romboidal inchada com 10–40 facetas na coroa. O tubarão-víbora é preto com marcas escuras distintas na face inferior, contendo grande quantidade de fotóforos minúsculos emissores de luz; mais fotóforos estão esparsamente distribuídos pelo resto do corpo, além de uma mancha translúcida na pálpebra superior. As barbatanas são translúcidas, e a ponta do lobo superior da barbatana caudal é enegrecida. O maior macho conhecido mede 47 cm e pesa 0,43 kg, enquanto a maior fêmea mede 54 cm e pesa 0,76 kg.

## Distribuição e habitat
A maioria dos espécimes do tubarão-víbora foi coletada em uma área relativamente pequena do noroeste do Oceano Pacífico, ao largo da Península de Kii, no Japão. Vários espécimes foram recuperados dos estômagos de peixes predadores capturados nas Ilhas Ogasawara. Um espécime foi capturado no Monte Submarino Hancock [en], localizado a cerca de 300 km a noroeste do Ilha Kure, nas Ilhas de Sotavento. Durante o dia, esta espécie foi capturada perto do fundo nas partes superiores de plataformas continentais e montes submarinos, a profundidades de 270–360 metros. À noite, foi capturada entre a superfície e 150 metros de profundidade em águas com mais de 1,5 km de profundidade. Esse padrão sugere que o tubarão-víbora realiza uma migração vertical diurna, passando o dia em águas mais profundas e subindo para a superfície à noite, possivelmente relacionado à alimentação.

## Biologia e ecologia

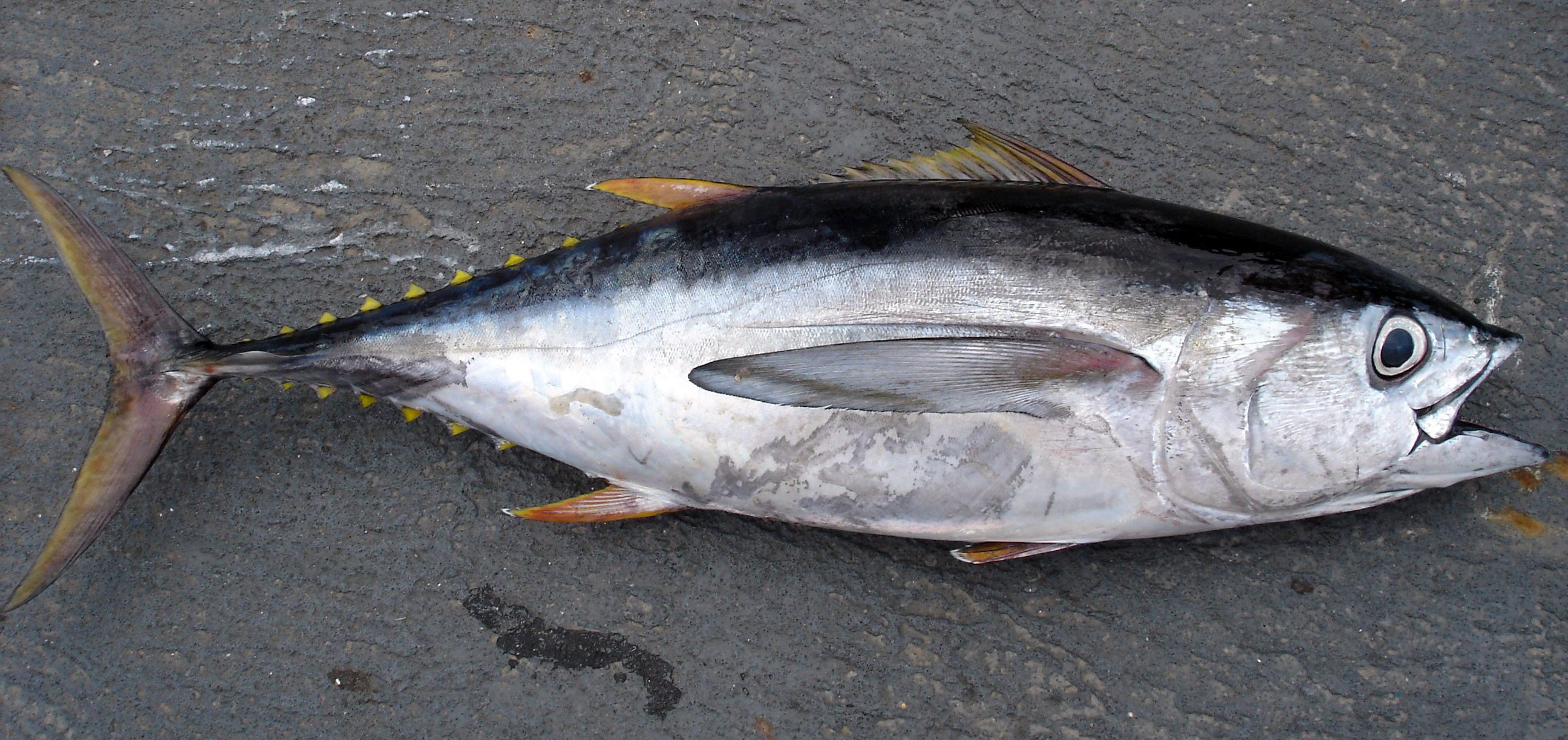
Thunnus obesus é um predador do tubarão-víbora.

O tubarão-víbora alimenta-se principalmente de peixes ósseos, especialmente peixe-lanterna dos gêneros Benthosema [en] e Diaphus [en], e também consome crustáceos. Suas mandíbulas longas e dentes esguios são adaptados para agarrar em vez de cortar, em contraste com as mandíbulas curtas e dentes inferiores serrilhados de outros tubarões-cachorro, adequados para arrancar pedaços de carne. A presa é capturada por uma rápida extensão das mandíbulas e engolida inteira; o tubarão pode consumir peixes com até 40% de seu comprimento. O tubarão-víbora é a única espécie de tubarão-cachorro que não possui músculo suborbital, normalmente responsável por puxar as mandíbulas para a frente ao morder. A projeção da mandíbula é realizada pelo osso hiomandibular, articulado ao crânio de maneira que permite balançar para baixo e para frente. Esse arranjo único aumenta a distância que o tubarão pode projetar suas mandíbulas e o tamanho de sua abertura, tanto vertical quanto horizontalmente.
Predadores conhecidos do tubarão-víbora incluem Thunnus obesus e Taractichthys steindachneri [en]. Como outros membros de sua família, esta espécie é vivíparo, dando à luz filhotes vivos, com os embriões em desenvolvimento sustentados pelo vitelo até o nascimento. Fêmeas adultas têm dois ovários e dois úteros funcionais. Duas fêmeas registradas continham 25 e 26 óvulos maduros; no tubarão Centroscyllium fabricii, o número de óvulos maduros em uma fêmea é ligeiramente maior que o número de embriões resultantes, sugerindo uma ninhada com menos de 26 filhotes no tubarão-víbora. Machos e fêmeas atingem a maturidade sexual com aproximadamente 43 e 52 cm de comprimento, respectivamente.

## Interações com humanos
O tubarão-víbora não tem valor econômico. É capturado muito raramente em redes de cerco e arrastões de fundo visando outras espécies, e o efeito, se houver, da pesca em sua população é desconhecido. A IUCN classificou-o como pouco preocupante.